# Den Gyldene Fredens folianter
Den Gyldene Fredens folianter: valda dikter och visor av Evert Taube med författarens melodier, fyrtiofem bilder ur Gunnar Nylunds konstsamling och inledning av Jacob Lagercrantz, Emil Norlander, Martin Nilsson. Dedikation: "till Gunnar Nylund, Gyldene fredens vittfräjdade källarmästare, de sköna konsternas vän, på 50-årsdagen den 1 maj 1934", är en vissamling av Evert Taube och en festskrift till Gunnar Nylund, publicerad 1934.

## Innehåll
Ur Den Gyldenen Fredens Ballader
- Företal
- Midsommarballaden
- Jonas bland glädjens blomster
- Riddarna kring runda bordet

Ur Protokoll i riddarorden Pax Aurea
Ur Bröllopsballader och rosenrim
- I Stagnelii lya
- Portugis
- Al fresco
- Älskliga blommor små

Reminiscenser vid bägaren
- Serenaden i San Remo
- Calle Schevens vals (första boktrycket)
- Fritiof Anderssons paradmarsch

Ur Gunnar Nylunds konstsamling
- Subskribenter